# Barichneumon suisharioensis
Barichneumon suisharioensis är en stekelart som beskrevs av Tohru Uchida 1932. Barichneumon suisharioensis ingår i släktet Barichneumon och familjen brokparasitsteklar. Inga underarter finns listade.